# Sviland
Sviland is een plaats in de Noorse gemeente Sandnes, provincie Rogaland. Sviland telt 343 inwoners (2007) en heeft een oppervlakte van 0,22 km².
Austrått · Bogafjell · Figgjo · Forsand · Ganddal · Hana · Høle · Lura · Malmheim · Riska · Sandved · Soma · Strangeland · Sviland · Trones og Sentrum